# Asteromella pistaciarum
Asteromella pistaciarum är en svampart som beskrevs av Bremer & Petr. 1947. Asteromella pistaciarum ingår i släktet Asteromella, klassen Dothideomycetes, divisionen sporsäcksvampar och riket svampar.   Inga underarter finns listade i Catalogue of Life.